# Đại học Duke
Viện Đại học Duke (tiếng anh: Duke University /djuːk/), còn gọi là Đại học Duke, là một viện đại học nghiên cứu tư thục tại Durham, tiểu bang Bắc Carolina, Hoa Kỳ. Thành lập từ năm 1838, trường có tên hiện tại kể từ năm 1924. Với tầm ảnh hưởng về nghiên cứu và tài sản của mình, Duke là một trong những trường đại học danh giá bậc nhất trên thế giới.
Bắt đầu từ thập niên 1970, ban giám hiệu trường đã bắt đầu những dự án dài hạn nhằm tăng cường danh tiếng của Duke cả trong và ngoài nước Mỹ. Trường đã tạo điều kiện cho sự cộng tác giữ các khoa, cũng như ưu tiên tuyển dụng các giáo sư và sinh viên từ các chủng tộc thiểu số.
Đại học Duke là một trong những trường đại học danh giá nhất nước Mỹ và trên thế giới, và là một trong những trường có tỉ lệ nhận học sinh thấp nhất. Trong kì tuyển sinh đại học niên khóa 2028, chỉ 5.1% tổng số học sinh nộp hồ sơ được nhận vào trường. Duke dành hơn $1 tỉ cho nghiên cứu hàng năm, trở thành một trong mười trường đại học nghiên cứu lớn nhất Hoa Kỳ. Tính đến năm 2019, 15 người đạt giải Nobel và 3 người đạt giải Turing đã từng công tác tại Đại học Duke. Các cựu sinh viên của trường bao gồm 50 học giả Rhodes, và số học giả Churchill nhiều hơn bất kì trường đại học nào trên thế giới (chỉ sau Đại học Princeton và Đại học Harvard). Duke cũng là trường đại học của Tổng thống lần thứ 37 của Hoa Kỳ Richard Nixon và 14 tỉ phú sống.     

## Khuôn viên

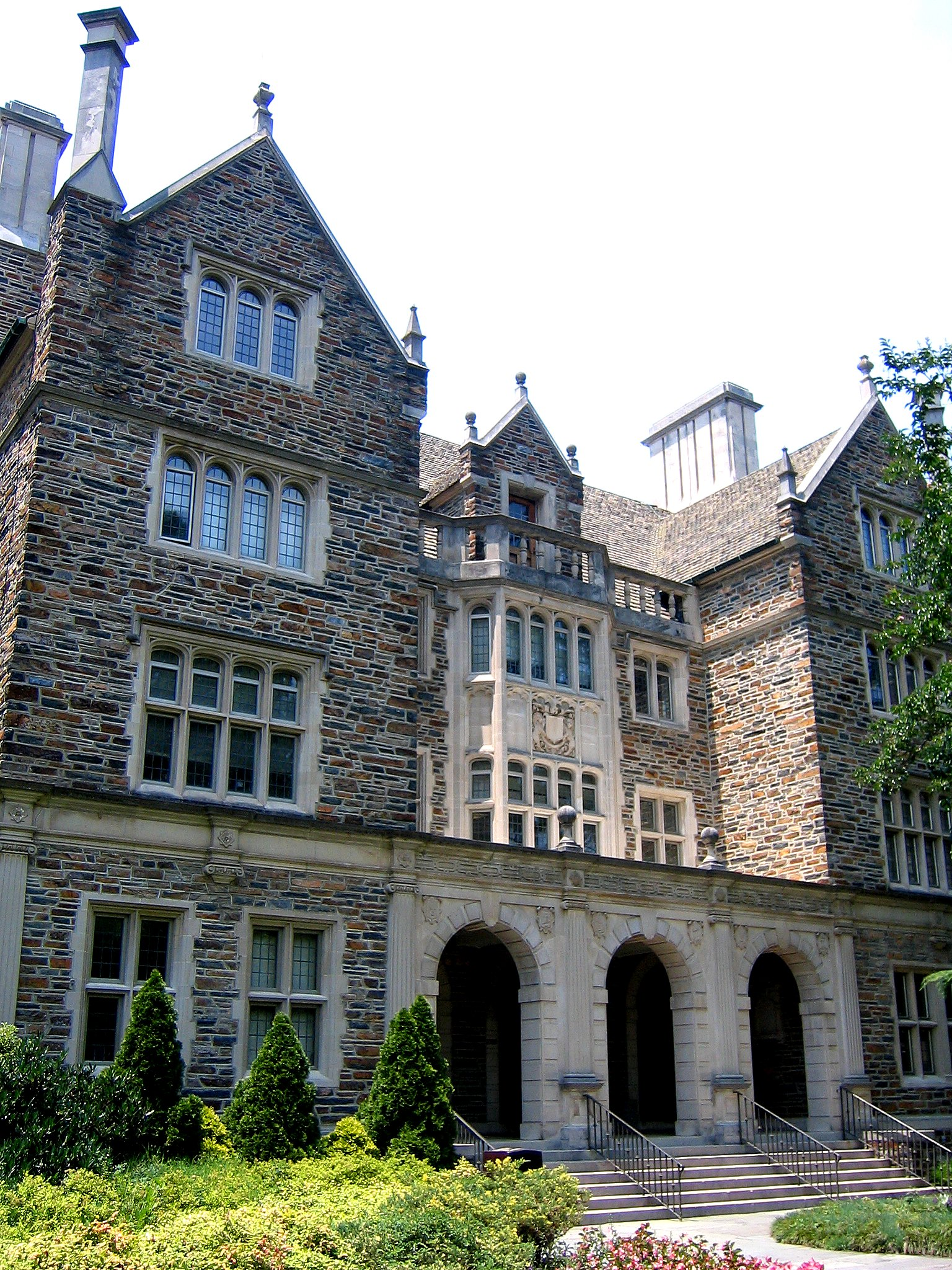
Xây dựng năm 1932, Old Chemistry có một biểu tượng khoa học tạc trên cửa chính.

Ngoài nghiên cứu học thuật và thể thao, Duke cũng nổi tiếng về trường sở lớn và kiến trúc Gothic, nhất là Nhà nguyện Duke. Với diện tích 35 kilômét vuông (8.709 mẫu Anh), Duke bao gồm ba trường sở chính tại Durham cũng như một phòng thí nghiệm hàng hải tại thị xã Beaufort, tiểu bang Bắc Carolina. Các công trình xây dựng đã sửa sang Trường sở Đông theo phong cách George (dành cho sinh viên năm thứ nhất) và Trường sở Tây chính theo phong cách Gothic, cũng như Trung tâm Y khoa nằm cạnh bên. Ngoài ra cũng có thêm công trình đang thực hiện tại cả ba trường sở, bao gồm việc sửa sang Trường sở Trung.
Tháng 4 năm 2005, Đại học Duke và Đại học Quốc Gia Singapore đã ký một thỏa thuận chính thức về việc hai học viện sẽ hợp tác để thành lập Trường Y Duke-NUS tại Singapore. Chương trình giảng dạy của trường được dựa trên chương trình của Trường Y khoa Đại học Duke. 
Năm 2013, trường Đại học Duke Côn Sơn (DKU) được thành lập ở Côn Sơn, Trung Quốc bởi sự hợp tác giữa Đại học Duke, Đại học Vũ Hán, và thành phố Côn Sơn. DKU đã tiến hành các dự án nghiên cứu về biến đổi khí hậu, chính sách chăm sóc sức khỏe, và các biện pháp phòng chống bệnh lao.

## Học thuật

### Tuyển sinh
Theo U.S. News & World Report, việc tuyển sinh đại học của Đại học Duke được đánh giá là "chọn lọc nhất". Trong kỳ tuyển sinh niên khóa 2028, Duke nhận được gần 50,000 hồ sơ ứng tuyển, nhưng trường chỉ chấp nhận 5.1% trong số đó.
Năm 2021, Trường Y khoa Duke nhận được hơn 7,000 hồ sơ ứng tuyển, và chỉ chấp nhận khoảng 1.5% tổng số học sinh. Duke có tỉ lệ chấp nhận 13% cho kỳ tuyển sinh vào Trường Luật Duke năm 2014.

### Nghiên cứu
Chi phí nghiên cứu của Đại học Duke vào năm 2019 là $1.226 tỉ, đứng thứ 8 Hoa Kỳ. Duke được xếp vào hạng mục "R1: Trường đại học với hoạt động nghiên cứu rất cao". Duke đặc biệt đầu tư vào nghiên cứu các ngành khoa học tự nhiên và khoa học đời sống, với $1.02 tỉ được đầu tư và xếp thứ 4 nước Mỹ. 
Xuyên suốt lịch sử hình thành và phát triển của trường, các nhà nghiên cứu của Duke đã tạo ra những bước đột phá, bao gồm sự phát triển của hệ thống chẩn đoán siêu âm ba chiều thời gian thực đầu tiên trên thế giới. Năm 2015, Paul Modrich được trao giải Nobel Hóa học. Năm 2012, Robert Leftkowitz cùng với Brian Kobilka, được trao giải Nobel Hóa học cho công trình nghiên cứu về thụ thể tế bào. Duke cũng đi tiên phong trong các nghiên cứu liên quan đến động lực học phi tuyến, sự hỗn loạn và các hệ thống phức tạp trong vật lý. 

Tháng 5 năm 2006, các nhà khoa học Duke hoàn thành mảnh ghép nhiễm sắc thể cuối cùng của con người, sự kiện được coi là một dấu mốc vô cùng quan trọng vì nó chính thức đánh dấu sự hoàn thành của dự án giải mã bộ gen người kéo dài hơn một thập kỉ. 

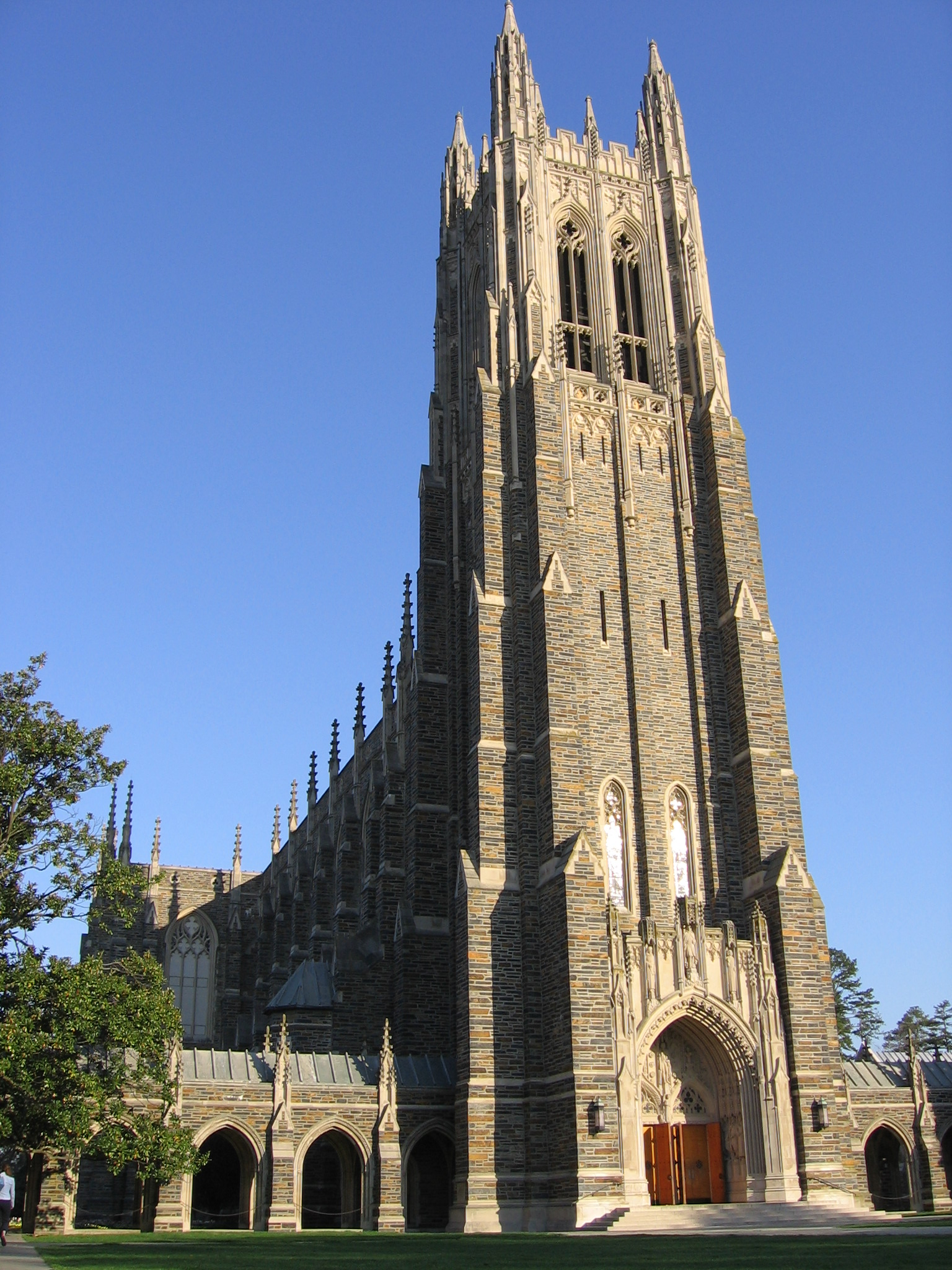
Nhà nguyện Duke, một biểu tượng của trường, có thể chứa gần 1.600 người và có một hệ thống đàn 5.200 ống.

Đại học Duke xếp trong top 10 trong những ấn phẩm xếp hạng đại học sau: U.S. News & World Report (hạng 9), The Wall Street Journal (hạng 5). Vào năm 2014, Duke được USA Today xếp hạng 1 tại nước Mỹ trong lĩnh vực kinh tế và tâm lý học, và hạng 10 tổng thể trong lĩnh vực khoa học máy tính và kỹ sư. Năm 2016, The Washington Post xếp Duke hạng 7 tổng thể dựa vào trung bình tích lũy xếp hạng từ U.S. News & World Report, Washington Monthly, Wall Street Journal/Times Higher Education, Times Higher Education (toàn cầu), Money và Forbes.
Đại học Duke là một trong những trường đại học danh giá, uy tín bậc nhất nước Mỹ và trên thế giới. Trong nhiều năm liên tiếp, Duke xếp hạng nhất về chất lượng đầu ra sinh viên, đồng hạng với Đại học Harvard và Đại học Yale.   Trường Y khoa Duke là trường trẻ nhất trong số các trường y khoa tốt nhất nước Mỹ và trên thế giới. Năm 2021, U.S. News & World Report xếp Trường Y khoa Duke hạng 3 về nghiên cứu và hạng 26 về chăm sóc sức khỏe. Trong số các trường kinh tế tại Hoa Kỳ, Trường Kinh tế Fuqua của Đại học Duke được xếp hạng 10 bởi U.S. News & World Report trong khi BusinessWeek xếp chương trình MBA của trường hạng 1 trong nước vào năm 2014. Ngoài ra, Trường Luật Duke được xếp hạng 10 và Trường Điều Dưỡng Duke được xếp hạng 2 vào năm 2021. Blue Devils của Duke là một trong những chương trình thể thao lớn nhất trong nước.

## Cựu sinh viên
Có 75 câu lạc bộ của cựu sinh viên ở Hoa Kỳ và 38 câu lạc bộ của sinh viên quốc tế. Trong năm tài khoá 2008-2009, Duke xếp hạng ba về tỷ lệ đóng góp của cựu sinh viên trong số các trường cao đẳng và đại học ở Hoa Kỳ theo U.S. News & World Report. Dựa trên thống kê được PayScaletổng hợp vào năm 2011, cựu sinh viên Duke xếp thứ bảy về mức lương trung bình giữa sự nghiệp trong tất cả các trường cao đẳng và đại học ở Hoa Kỳ.
Cựu sinh viên nổi bật:
- Tổng thống Hoa Kỳ thứ 37 Richard Nixon (J.D. 1937)
- Nhà du hành vũ trụ Charles E. Brady, Jr. (M.D. 1975)
- Tổng giám đốc điều hành Apple Tim Cook (M.B.A. 1988)
- Tổng tham mưu trưởng Liên quân Hoa Kỳ, Đại tướng Martin Dempsey (M.A. 1984)
- Nhà từ thiện Melinda Gates (A.B. 1986, M.B.A. 1987)
- Hoàng tử Jordan Hashim bin Al Hussein (X)
- Nhà vô địch NBA, 7 lần NBA All-Star Kyrie Irving (2010–2011)
- 2 lần vô địch NBA, 7 lần NBA All-Star Grant Hill (B.A. 1994)
- Nguyên Tổng thống Chile Ricardo Lagos (Ph.D. 1966)
- Thượng nghị sĩ Hoa Kỳ từ Kentucky Rand Paul (M.D. 1988)
- Tỷ phú người Mỹ, chủ sở hữu của Khách sạn Hyatt, Tập đoàn TransUnion, và là Thống đốc thứ 43 của Illinois, J. B. Pritzker (A.B. 1987).
- Doanh nhân tỷ phú người Ấn Độ Shivinder Mohan Singh (M.B.A. 2000)
- Nguyên Chủ tịch và CEO của Tập đoàn General Motors G. Richard Wagoner, Jr. (A.B. 1975)